# Internationaal Restmechanisme voor Straftribunalen

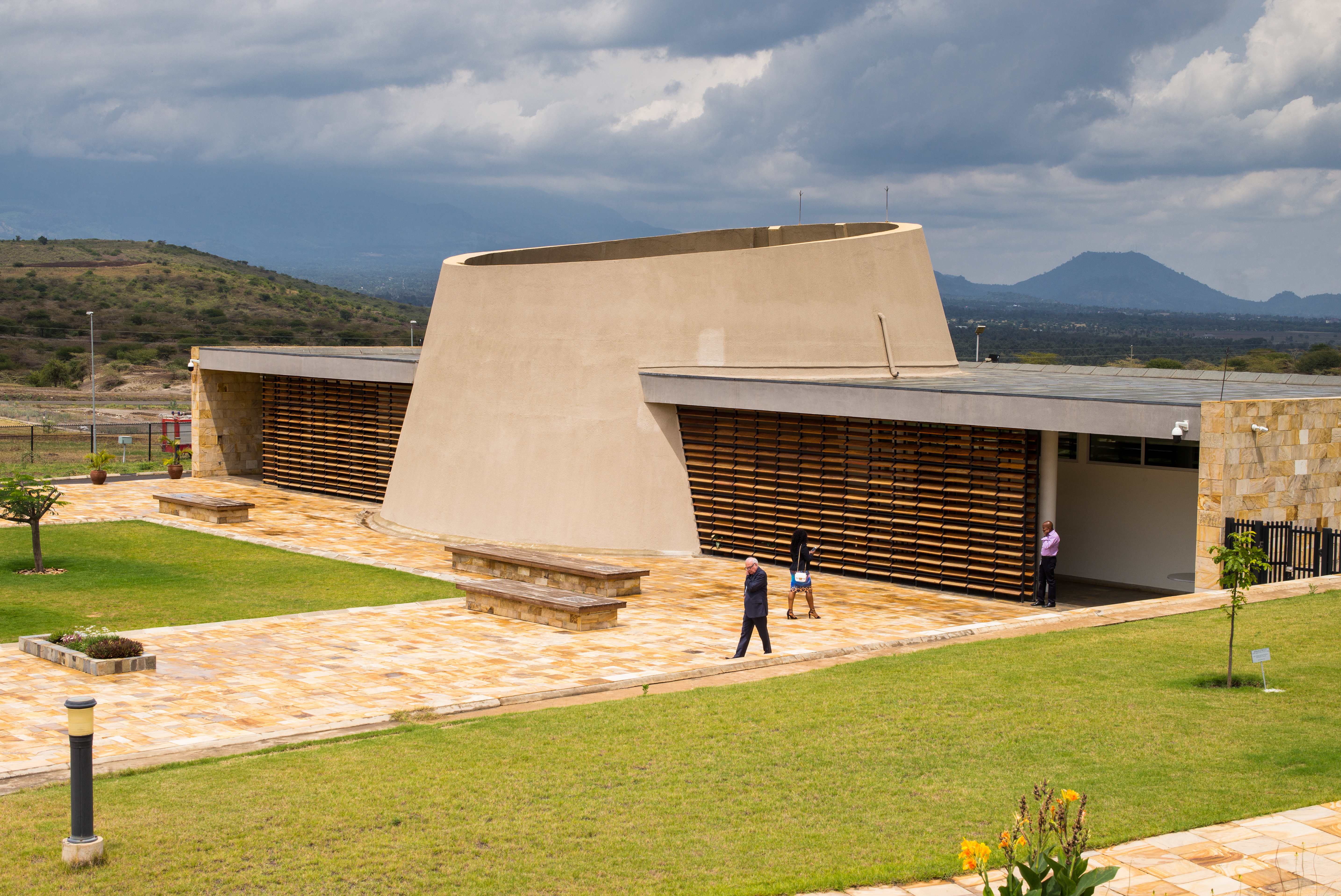
IRMCT in Arusha

Het Internationaal Restmechanisme voor Straftribunalen (International Residual Mechanism for Criminal Tribunals, IRMCT) of The Mechanism for International Criminal Tribunals (de MICT) is een orgaan dat in 2010 is gevormd om het werk van twee ad-hoctribunalen van de Verenigde Naties, namelijk het Joegoslavië-tribunaal in Den Haag en het Rwanda-tribunaal in Arusha, af te ronden. Het is door resolutie 1966 van de VN-Veiligheidsraad in het leven geroepen voor een eerste periode van vier jaar.

## Voorgeschiedenis
Het mechanisme bestaat uit twee afdelingen: een voor het Rwanda-tribunaal en een voor het Joegoslavië-tribunaal, met respectievelijk de start op 1 juli 2012 en 1 juli 2013. De opheffing van beide tribunalen stond gepland op eind 2014, terwijl hun jurisdictie, rechten, plichten en functies ondertussen moeten zijn overgenomen door het mechanisme.

## Rechters, hoofdaanklager en griffier
Het mechanisme heeft één gerechtshof, één beroepshof en één openbaar aanklager die aangesteld zijn voor beide afdelingen.
Begin 2012 stelde de Veiligheidsraad middels resolutie 2038 Hassan Jallow aan als openbaar aanklager en werd rechter Theodor Meron door de Secretaris-Generaal benoemd tot voorzitter. Griffier van het mechanisme werd John Hocking. Jallow werd in 2016 opgevolgd door de Belg Serge Brammertz.